# Mária Adelaida luxemburgi nagyhercegnő
Mária Adelaida (teljes nevén Marie Adélaïde Theresia Hilda Antonia Wilhelmina; Colmar-Berg, 1894. június 14. – Lenggries, 1924. január 24.) Luxemburg nagyhercegnője 1912 és 1919 között. Ő volt az állam első női nagyhercege, első női uralkodója Mária Terézia óta és az első uralkodója Vak János óta (1296–1346), aki Luxemburg földjén született.
Mivel fiútestvére nem volt, megváltoztatták az alkotmányt, hogy lehetővé tegyék a luxemburgi trón nőági öröklését. Az első világháborúban az országot megszállták a németek és II. Vilmos császár néhány hónapig Luxembourgban tartózkodott. Emiatt a háború után Mária Adelaidát németbarátnak bélyegezték és lemondásra kényszerítették. Lemondása után apáca lett és 1924-ben, mindössze 29 évesen influenzában meghalt.

## Gyermekévei

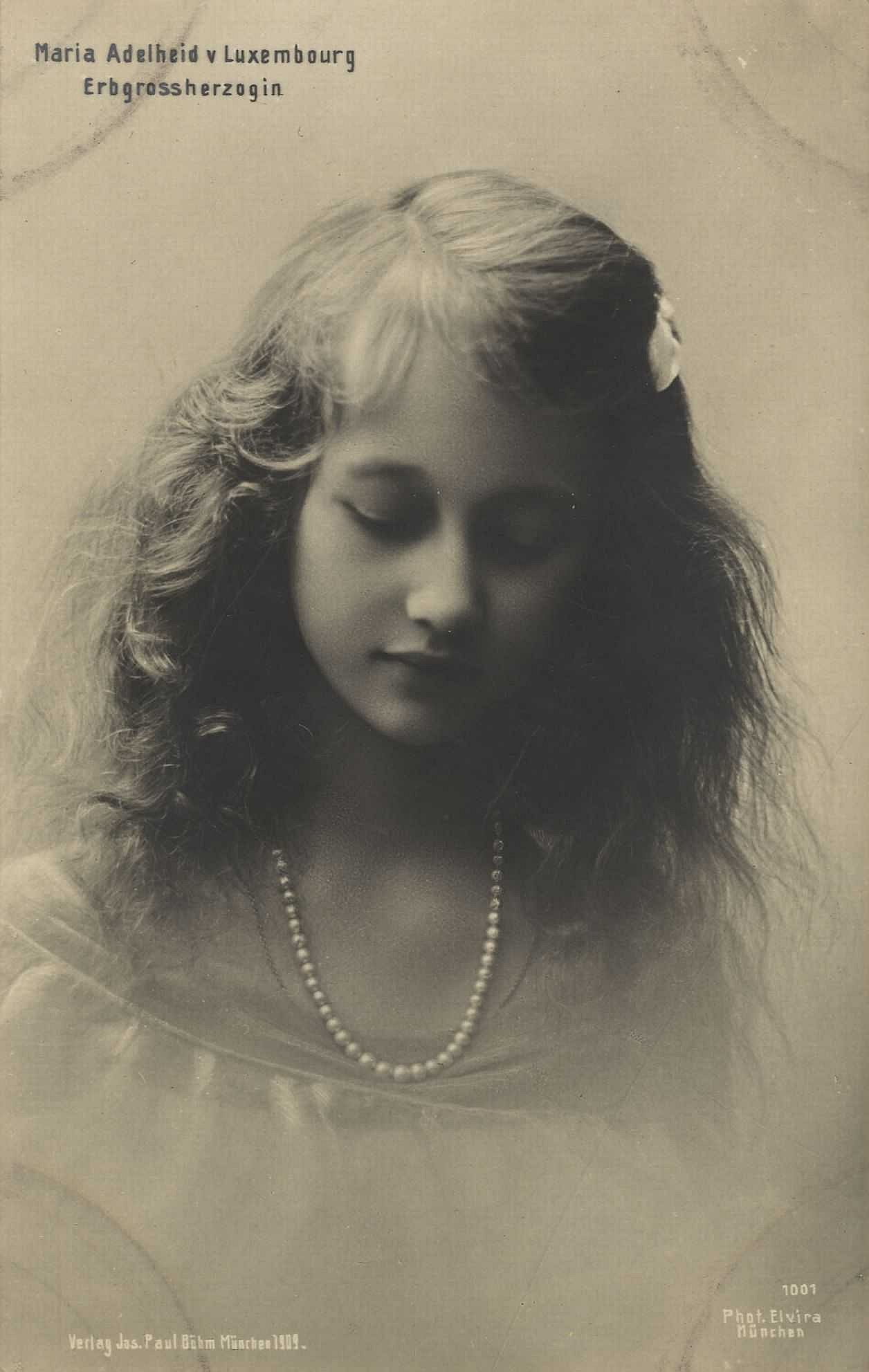
Mária Adelaida 15 évesen

Mária Adelaida 1894. június 14-én született a Colmar-Berg városában levő Berg kastélyban, IV. Vilmos luxemburgi nagyhercegnek (1852–1912) és feleségének, Braganza Mária Anna infánsnőnek (1861–1942) legidősebb gyermekeként.
IV. Vilmosnak hat leánya született, fia viszont egy sem. A Luxemburgban alkalmazott száli törvény csak fiúági örökösödést tartott lehetségesnek, a nagyhercegség emiatt vált ki a Hollandiával közös perszonáluniójából 1890-ben. Vilmos megváltoztatta az örökösödési törvényt és 1907. július 10-én Mária Adelaidát nevezte meg örökösének.
Vilmos 1912. február 25-én meghalt és legidősebb leánya vette át helyét a trónon. Mária Adelaida ekkor még csak 17 éves volt és a néhány hónappal később bekövetkező 18. születésnapjáig anyja volt a nagyhercegség régense. Beiktatása során Auguste Leval miniszterelnök úgy köszöntötte őt, mint az 1296-ban született Luxemburgi János óta az első olyan luxemburgi uralkodót, aki a nagyhercegségben született és az első olyat, aki ott is nőtt fel.

## Uralkodása
Mária Adelaida elődeitől eltérően aktív szerepet vállalt az állam kormányzásában és politikai életében. Elkötelezett katolikus volt, beiktatási beszédében pedig az állam legfontosabb problémájának a növekvő szociális egyenlőtlenséget nevezte. Közvetlenül koronázása után, 1912. július 25-én megtagadta az új oktatási törvény aláírását, amely csökkentette volna a katolikus egyház befolyását a közoktatásban.
Az első világháború kitörése után a nagyhercegség semlegesnek nyilvánította magát, amit azonban Németország nem vett figyelembe és 1914. augusztus 2-án megszállta az országot. Mária Adelaida nyilatkozatban tiltakozott a támadás miatt, de úgy döntött, hogy katonailag nem állnak ellen. A luxemburgi ipar ezután Németország számára termelt. II. Vilmos császár 1914 augusztusában és szeptemberében Luxemburgban, a nagyhercegi palotában állította fel főhadiszállását; emiatt a nagyhercegnőt politikai ellenzéke németbarátsággal vádolta. A vádakat felelevenítették, mikor 1916 őszén Mária Adelaida a németországi Königstein im Taunusba utazott, hogy meglátogassa beteg nagyanyját, Adelaida Mária anhalt–dessaui hercegnőt.

## Lemondása és halála

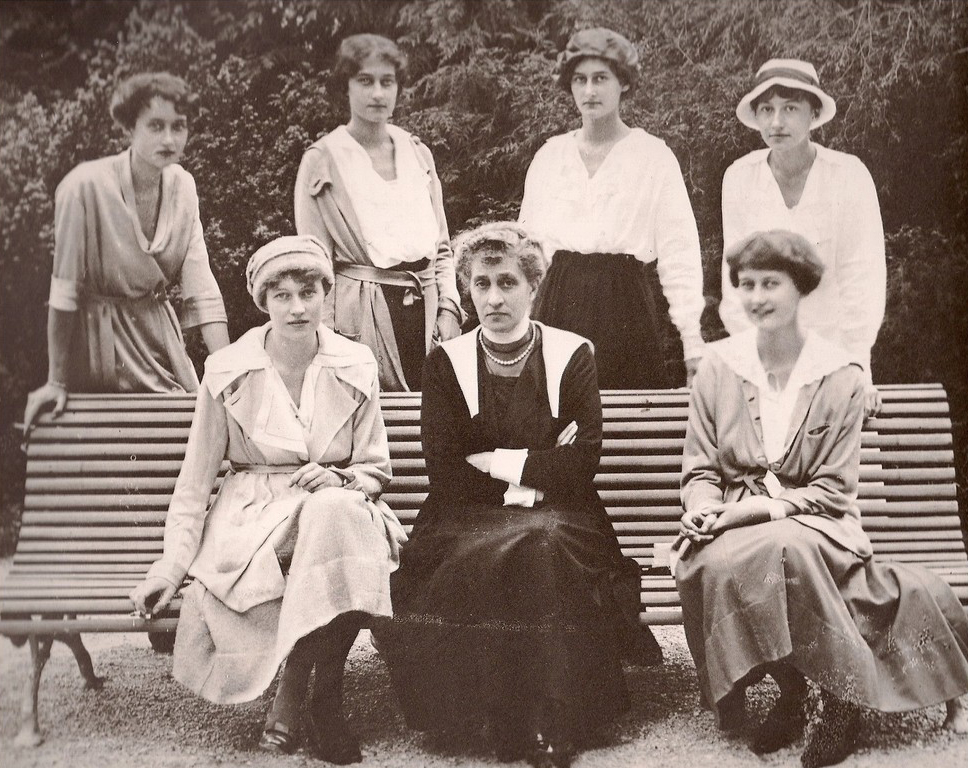
Anyjával és testvéreivel 1920-ban

A háború után állítólagos németbarátsága miatt az ellenzék ismét erősen támadta, sőt a francia kormány is kiadott egy közleményt, miszerint „a francia kormány nem tartja lehetségesnek, hogy kapcsolatot tartson fent vagy tárgyaljon a luxemburgi nagyhercegnő kormányával, annak mélységes kompromittáltsága miatt”. Egyes francia és belga politikusok nyíltan felvetették a nagyhercegség annektálásának lehetőségét. 1919. január 9-én a luxemburgi szocialisták utcai felkelést kezdeményeztek és kikiáltották a köztársaságot, miután a parlament elvetette a monarchia megszüntetésére irányuló törvényjavaslatukat. A felkelést csak a francia hadsereg segítségével sikerült leverni. A feszült bel- és külpolitikai helyzet miatt a miniszterelnök tanácsára a 24 éves Mária Adelaida január 14-én lemondott a trónról Charlotte húga javára.
Lemondása után elhagyta az országot. 1920-ban apácaként belépett egy modenai karmelita zárdába. Romló egészségi állapota miatt áthelyeztette magát a római Piccole sorelle dei poveri (Szegények kis nővérei) karitatív szervezet kórházába. Betegsége miatt nem folytathatta egyházi teendőit és 1922 novemberében a bajorországi Hohenburg kastélyba költözött. A következő évben ápolónővérnek kezdett el tanulni a Lajos–Miksa Egyetemen, de újból megbetegedett és 1924. január 24-én feltehetően influenzában, mindössze 29 évesen meghalt. 1947-ben maradványait a luxembourgi Notre-Dame székesegyházban helyezték el.
Mária Adelaida nem ment férjhez és nem születtek gyermekei.

## Fordítás
- Ez a szócikk részben vagy egészben  a   Marie-Adélaïde, Grand Duchess of Luxembourg című angol Wikipédia-szócikk ezen változatának fordításán alapul.  Az eredeti cikk szerkesztőit annak laptörténete sorolja fel. Ez a jelzés csupán a megfogalmazás eredetét és a szerzői jogokat jelzi, nem szolgál a cikkben szereplő információk forrásmegjelöléseként.